# Національне шосе 1 (Нігер)
Національне шосе RN1 (англ. Route nationale) — є важливою магістраллю в Нігері. З'єднує східну частину країни із західною. Простягається приблизно 1,685 кілометрів від Кутугу на заході до Н'Гігмі на сході, через Досо, Мараді, Зіндер і Діффа. Перша велика асфальтована ділянка, між Гуре та Н'Гігмі, була закладена в 1971–72 роках. Ця ділянка, розташована на далекому та малонаселеному сході, зараз є найбільш деградованою ділянкою та частково повністю зруйнованою. У 1970-х роках її назвали «Route de l'Unité» («Шосе єдності»). У 1980 році до неї приєдналася друга довга всепогодна дорога в Нігері, «Уранове шосе», що тягнеться від Ніамея до Арліту на крайній півночі.

## Опис

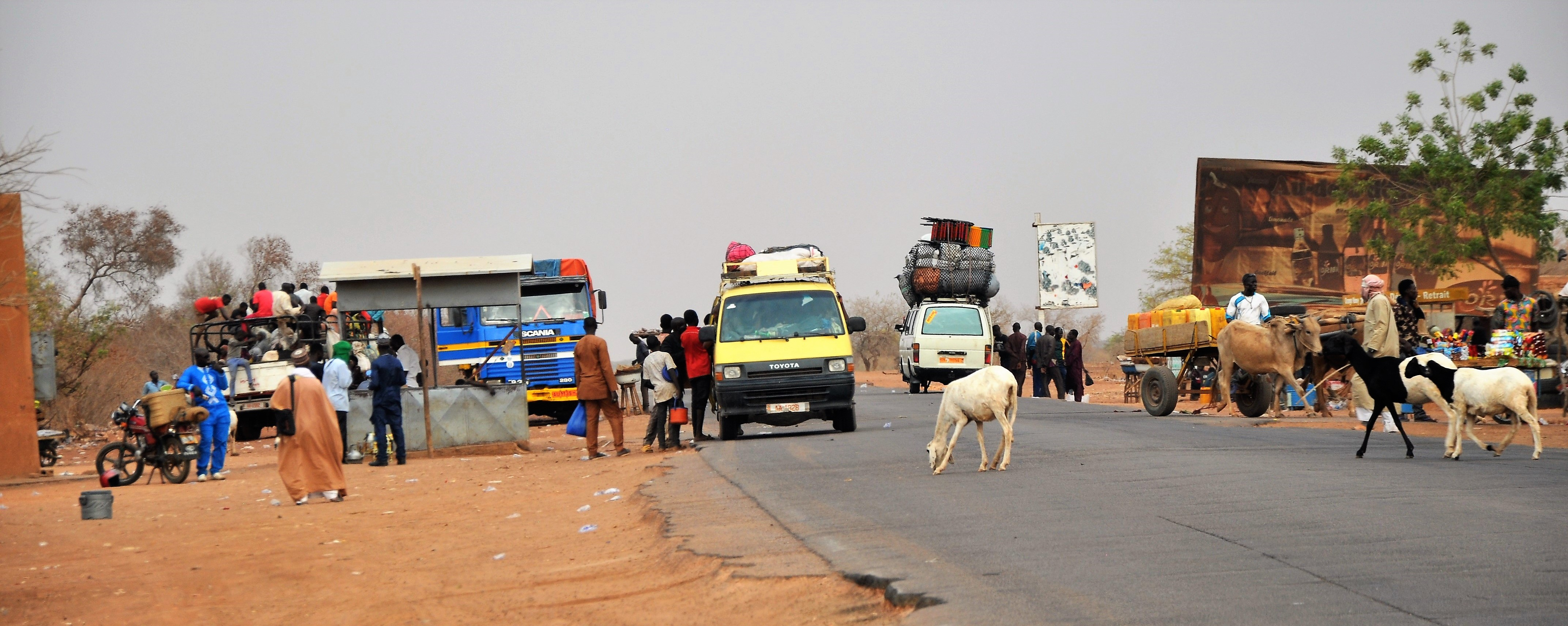
Контрольно-пропускний пункт на RN1 у Куре, за 60 км на південний схід від столиці Ніамей

Шосе проходить через сім із восьми регіонів Нігеру (за винятком Агадеса на півночі) і шість регіональних столиць, а саме Діффа, Досо, Мараді, Тіллабері, Зіндер і Ніамей.
У мережі Трансафриканських автомобільних доріг RN1 між Ніамеєм і Мараді є частиною шосе Дакар-Нджамена.
Ділянка RN1 між Алелою та Доссо належить до «Route de l'Uranium» («Уранове шосе»), по якій уран, видобутий в Арліті, доставляється до державного кордону з Беніном. Кінцевий пункт призначення автомобільного шосе - порт Котону в Беніні.

## Дивись також
- Транспорт Нігеру